# Enkolpion

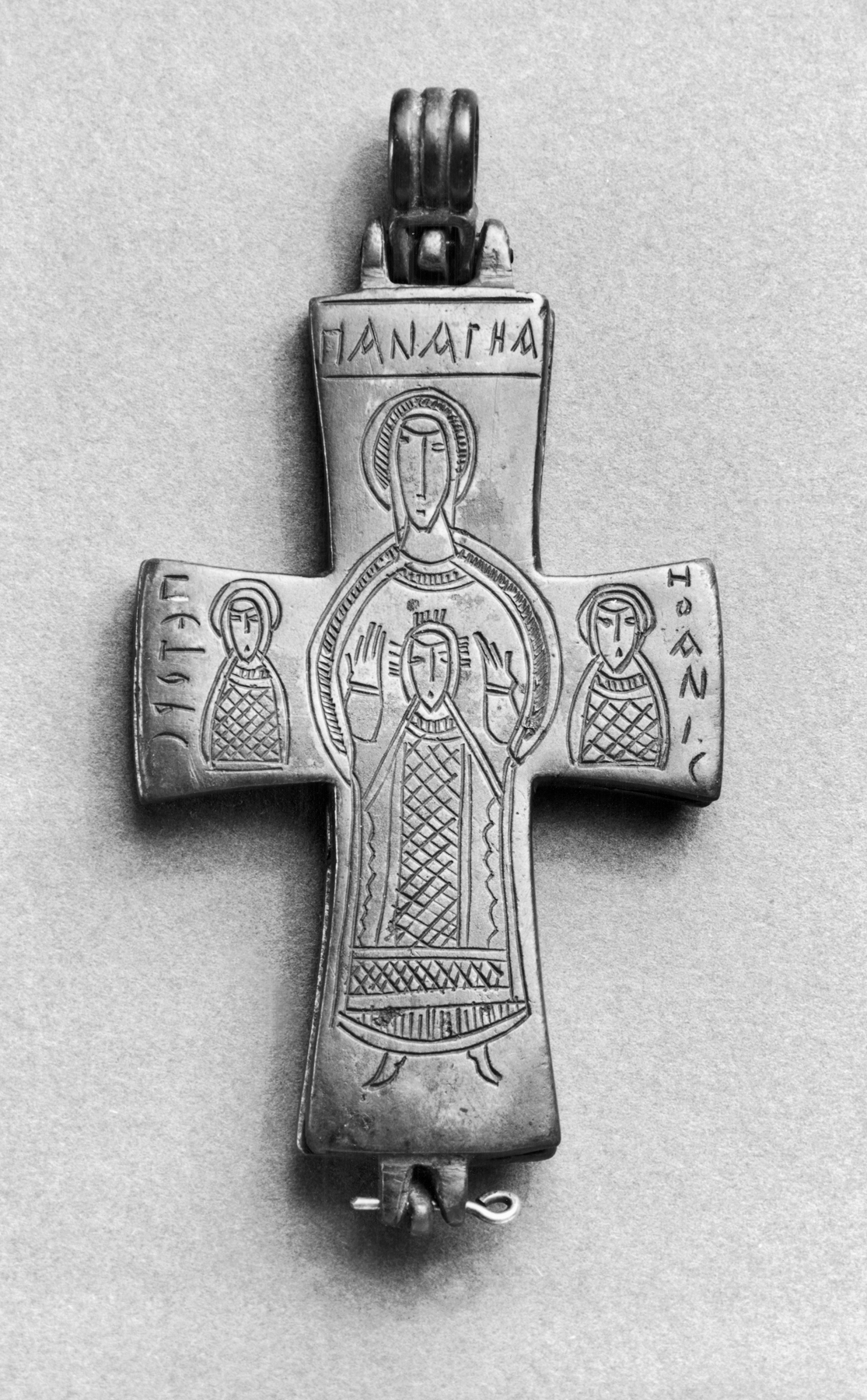
Byzantinisches Enkolpion aus dem 11. Jh., mittig Maria (Παναγία) mit dem Jesuskind, auf den Kreuzarmen die Apostel Petrus und Johannes

Ein Enkolpion (von griechisch ἐν κόλπος, am Busen, im Bausch) ist eine, an Ketten an der Brust sichtbar oder unter der Kleidung getragene, häufig kreuzförmige Kapsel mit Reliquien. Entstanden in byzantinischer Zeit, wird bis heute das Brustkreuz der ostkirchlichen Bischöfe als Enkolpion bezeichnet. Als kaiserliches Insigne kommt es ebenfalls vor.

## Entstehung
Beeinflusst ist die Entstehung von Enkolpions einerseits durch die römische Bulla (wörtlich Seifenblase), die von Kindern der vornehmen Familien über der Toga auf der Brust getragen wurde. Andererseits geht sie auf die jüdischen Tefillin mit den Gebetskapseln zurück, die am Arm und am Kopf getragen werden. Die griechische Bezeichnung für die Tefillin und ähnliche Behältnisse ist Phylakterium.
Diese Vorbilder wurden verchristlicht, indem Form, Ikonografie und Beschriftung christliche Motive verwendeten und in den Phylakterien Reliquien, Bibel- oder Gebetstexte aufbewahrt wurden. Die Kirchenväter urteilen unterschiedlich über den Gebrauch dieser Gegenstände. Augustinus nannte sie „teuflische Bänder“. Gregor von Nyssa hingegen sah im Kreuzanhänger seiner verstorbenen Schwester Makrina einen Schutzgegenstand, den er zur Glaubensstärkung an die Freundin seiner Schwester verschenkt.

## Byzantinische Zeit
In der Ostkirche entstand zu Beginn des 8. Jahrhunderts der Bilderstreit über die Frage, inwieweit Ikonen und andere bildliche Darstellungen von Heiligen erlaubt sind und verehrt werden dürfen. Dieser wirkte sich auf die Abbildungen auf den Phylakterien aus. Als das Zweite Konzil von Nicäa 787 den Byzantinischen Bilderstreit entschied und bildliche Darstellungen von Heiligen erlaubte, wurde die Motivik vielfältiger.
Der Begriff Enkolpion ist erstmals 811 in einem Brief des Patriarchen Nikephoros an Papst Leo III. nachweisbar.
Ab etwa 850 entstehen zahlreiche Bronzekreuze mit eingravierten oder gegossenen Abbildungen von Jesus, Maria und zahlreichen Heiligen, in 
der Regel mit kurzer Beschriftung. Oft handelte es sich um zwei hohle Kreuzhälften, die mit einem Scharnier versehen waren und aufgeklappt werden konnten. Darin wurden Reliquien aufbewahrt. Dieses Enkolpion wurde an einem Band oder einer Kette vor der Brust getragen. Diese Art der bronzenen Kreuzanhänger war bis ins 10./11. Jahrhundert anzutreffen und wurde von Geistlichen, aber auch von Laien getragen.

## Heute

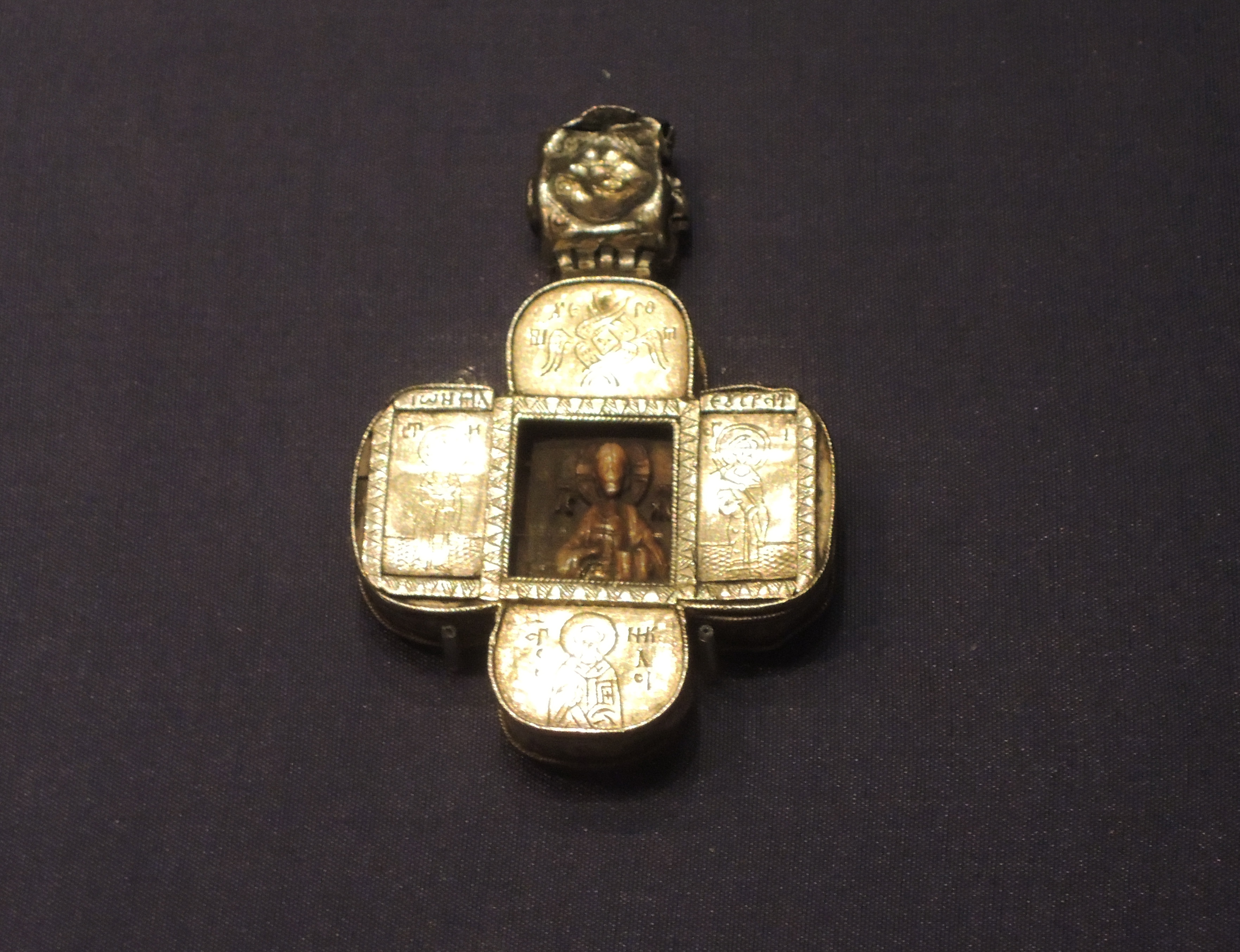
Objekt in der Tretjakow-Galerie, um 1470

In der Orthodoxie tragen Prälaten und Bischöfe noch heute ein Enkolpion, das Pendant dazu ist in der westlichen Kirche das Pektorale.